# Лудд, Нед
Нед Лудд  (англ. Ned Ludd), по другим данным Эдуард Лудлэм — полулегендарный британский ткач, чьим именем названо движение луддитов. Предполагается, что в 1779 году он в приступе ярости сломал две рамы станка по изготовлению чулков. Когда в 1810-х годах появилось движение луддитов, о нём вспомнили и стали часто упоминать в различных описаниях ночных нападений на мануфактуры с целью поломки современных станков и машин. Иногда его ассоциируют с фольклорным персонажем капитаном Луддом, полулегендарным королём бриттов по имени Луд или генералом Луддом.

## Происхождение имени
«Луд» или «Ладд» (валлийский вариант: Lludd map Beli Mawr), согласно известной книге «История королей Британии» Гальфрида Монмутского и другим средневековым валлийским текстам, был кельтским королём «Британских островов» до завоевания Британии римлянами. По преданию, именно он основал Лондон, а позднее был похоронен в Ладгейте. В валлийских версиях «Истории» Гальфрида Монмутского, обычно называемых Brut y Brenhinedd, его называют Lludd fab Beli, что указывает на связь с ранним мифологическим персонажем по имени Lludd Llaw Eraint.

## Биография
Предположительно, Лудд был ткачом в поселении Энсти, недалеко от Лестера, Англия. В 1779 году, либо после того, как его наказали поркой за безделье, либо после насмешек со стороны других ткачей, он в «припадке страсти» разбил две вязальные рамы. Это утверждение восходит к статье в издании The Nottingham Review от 20 декабря 1811 года. Но других подтверждений этой истории не имеется. Книга Джона Блэкнера «История Ноттингема», также опубликованная в 1811 году, представляет собой вариант рассказа о мальчике по имени Лудлам, которому его отец, ткач-вязальщик, сказал что-то обидное. Тогда Лудлам взял молоток и сломал ткацкий станок.
К 1812 году в Великобритании за теми, кто крушил станки, прочно закрепилось название луддиты, хотя часть исследователей считает, что такое название произошло в честь полулегендарного короля Луда или ещё каких-то фольклорных персонажей. Во всяком случае свои прокламации, воззвания и письма смутьяны подписывали «Нед Лудд».

## В популярной культуре

### Музыка
- О Неде Лудде упоминается в народной балладе «Триумф генерала Лудда». Группа Chumbawamba записала версию этой песни для альбома «English Rebel Songs 1381—1984», выпущенного в 2003 году.
- Песня группы The Fall «Ludd Gang» (вторая сторона пластинки «The Man Whose Head Expanded») посвящена Неду Лудду.
- Музыкант Роберт Калверт записал песню «Ned Ludd», которая вышла в 1985 году в альбоме «Freq».
- В альбоме «Bloody Men» группы Steeleye Span 2006 года есть композиция из пяти частей, посвященных Неду Лудду.
- В песне «The Final March» немецкой группы Heaven Shall Burn упоминается капитан Лудд.
- Альт-кантри группа The Gourds[англ.] посвятила Неду Лудду, именyeмому «Дядя Нед», песню «Luddite Juice» в альбоме «Haymaker» 2009 года.
- Шотландский фолк-музыкант Аласдер Робертс[англ.] поёт о Неде Лудде в своей песне «Ned Ludd’s Rant (For World Rebarbarised)», вышедшей в альбоме 2009 года «Spoils».
- Панк-группа из Сан-Диего The Night Marchers[англ.] включила песню под названием «Ned Lud» в свой альбом «Allez, Allez» 2013 года.
- Североирландcкий музыкант Нил Хэннон из группы The Divine Comedy упоминает Неда Лудда в песне «Вы никогда не будете работать в этом городе снова» в альбоме 2019 года «Office Politics».

### Художественная литература
- Альтернативная история Эдмунда Купера[англ.] «The Cloud Walker» разворачивается в мире, где луддитское восстание породило новые религию и общество. Отныне эта идеология доминирует в английском обществе и устанавливает тщательно прописанные ограничения на новые технологии. Молоток как инструмент, которым пользовался Нед Лудд, является религиозным символом. А сам Нед Лудд рассматривается как божественная, мессианская фигура.
- «The Fall of the Gas-Lit Empire», трилогия в стиле стим-панк писателя Рода Дункана[англ.], описывает гипотетический мир спустя почти 200 лет после успешной луддитской революции. Могущественное и коррумпированное Международное патентное бюро контролирует и ограничивает технический прогресс, а Неду Лeдду присвоен статус, аналогичный Генри Форду в произведении «О дивный новый мир» Олдоса Хаксли.
- Роман «The Monkey Wrench Gang» (1975) писателя-анархиста Эдварда Эбби[англ.] посвящён Неду Лудду.
- Энн Фингер написала сборник рассказов «Зови меня Ахаб» об известных инвалидах, исторических и литературных деятелях, в который вошел рассказ «Наш Нед» о Неде Лудде.
- В книге Ecodefense: A Field Guide to Monkeywrenching[англ.], выпущенной издательством Ned Ludd Books, большая часть материалов взята из колонки «Дорогой Нед Лудд» в информационном бюллетене организации Earth First!.
- Луддиты вдохновили немецкого драматурга Эрнста Толлера (1893—1939) на создание пьесы «Разрушители машин» (Die Maschinenstürmer).
- Нед Лудд — персонаж романа американского писателя Дэвида Лисса[англ.] «The Twelfth Enchantment» (2011).

### Комиксы
- В серии комиксов «Superman Unchained» террористическая группа под названием Ascension, выступающая против современных технологий и использует образ Неда Лудда в своих выступлениях[4].

### Кино и сериалы
- На канале NBC в сериале «Чёрный список» в восьмом эпизоде первого сезона руководитель группы, которая планирует нарушить работу американской финансовой системы, называет себя «генерал Лудд».
- В сериале «Город героев: Новая история» телеканала Disney Channel есть персонаж по имени Нед Лудд, который живёт в лесу и ненавидит современные технологии.
- В сериале «Загрузка», выпущенного сервисом Prime Video, часть сюжета посвящена группе последователей движения луддизма.

### Игры
- В игре «Rebuild: Gangs of Deadsville» компании Sarah Northway одна из группировок называется The Luddies. Группа описывается как «наполовину хиппи, наполовину луддиты» и является очевидной отсылкой к Неду Лудду и разрушителям машин.

### Бары и рестораны
- Несколько баров, пивных, ресторанов и подобных заведений в англоязычных странах называются в честь Неда Лудда.